# Prins(es) van Oranje

Prins(es) van Oranje (historisch Nederlands: "Prince van Oranghien") is een titel die door drie geslachten wordt gevoerd. In Nederland is het een dynastieke titel die daarom vóór alle andere titels komt. De titel wordt tevens door het hoofd van de voormalige koningsfamilie van Pruisen gedragen. De huidige dragers van de titel uit deze huizen zijn respectievelijk prinses Amalia en prins Georg Friedrich van Pruisen. Sinds 1706 voeren ook leden van het Franse geslacht de Mailly, markiezen de Nesle de titel prins van Oranje.

## Geschiedenis

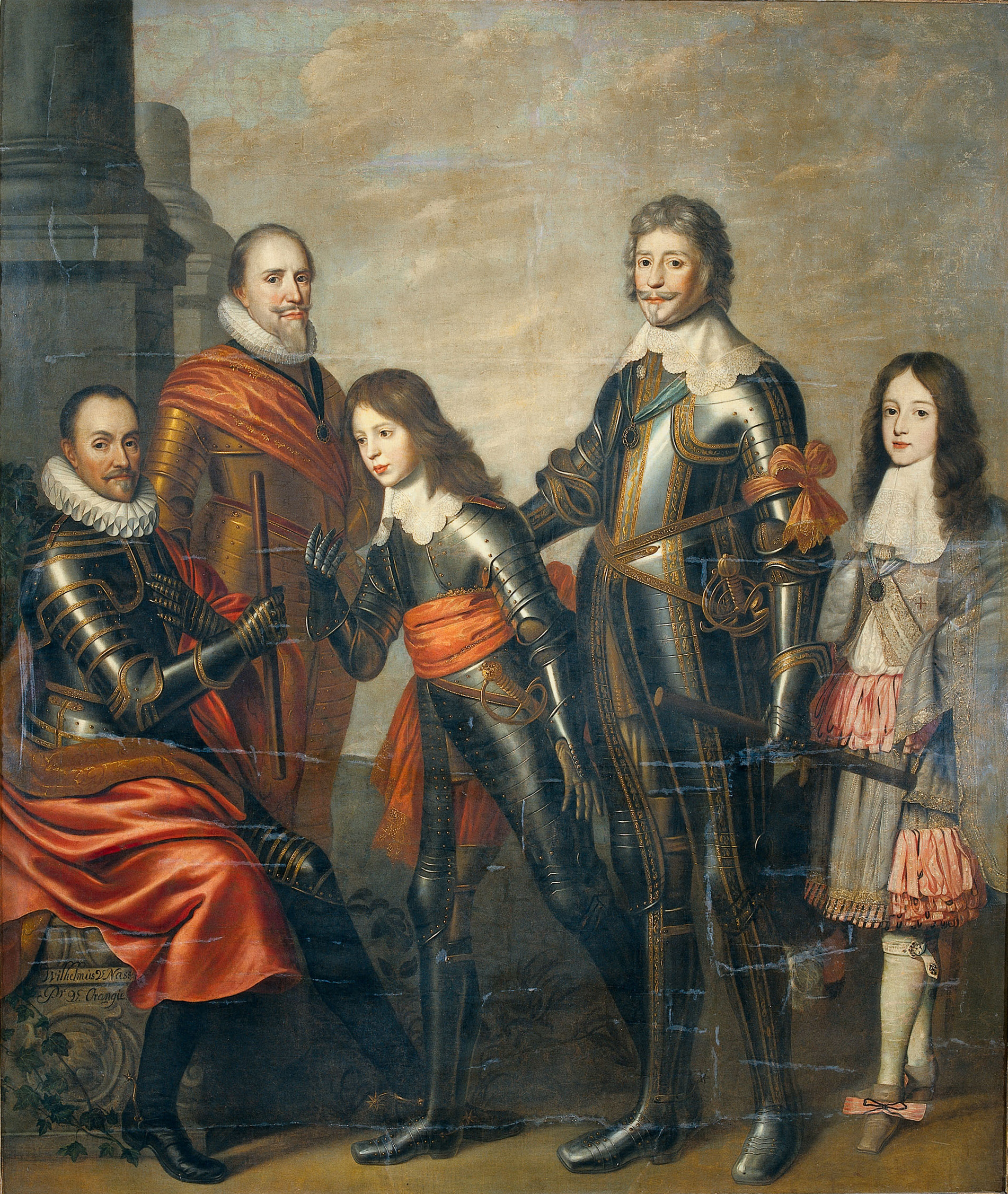
Vier generaties Prinsen van Oranje: Willem I, Maurits en Frederik Hendrik, Willem II, Willem III (1662), door Willem van Honthorst

Oorspronkelijk was de titel Prins van Oranje verbonden aan het soevereine prinsdom Orange ten zuidoosten van Frankrijk en ten zuidwesten van het Comtat Venaissin. Dit prinsdom was geen deel van Frankrijk en de prins van Oranje was geen vazal van de koning van Frankrijk.
De titel kwam na het overlijden van René van Chalon in 1544 in handen van Willem van Oranje en diens nakomelingen. Na de dood van Willem van Oranje erfde zijn zoon Filips Willem de titel. Nadat deze in 1618 kinderloos kwam te overlijden erfde zijn halfbroer Maurits de titel. Maurits overleed in 1625 zonder wettige nakomelingen en nu erfde een andere halfbroer, Frederik Hendrik, op zijn beurt de titel. Frederik Hendrik gaf de titel door aan zijn zoon Willem II, en die op zijn beurt aan diens zoon, koning-stadhouder Willem III.
Toen koning-stadhouder Willem III in 1702 kinderloos overleed, ontstond over de erfenis een verschil van mening. De Friese stadhouder Johan Willem Friso (een achterneef van Willem III via zijn voorvader Jan van Nassau die een broer was van Willem van Oranje, de overgrootvader van Willem III en bovendien de kleinzoon van Albertine Agnes van Nassau, een kleindochter van Willem van Oranje) baseerde zijn aanspraken op het testament van de stadhouder-koning, dat van Maurits en dat van René van Chalon. Koning Frederik I van Pruisen (een zoon van keurvorst Frederik Willem I van Brandenburg en Louise Henriëtte van Nassau) maakte aanspraak op de titel Prins van Oranje en de daaraan verbonden goederen op basis van het testament van Frederik Hendrik, de vader van Louise Henriëtte en halfbroer van prins Maurits, waarin stond dat als er geen mannelijke nakomelingen waren, de nakomelingen van Louise Henriëtte zouden erven.
Omdat de Staten, als executeurs, op dat moment liever een verzwakte Nassau-erfgenaam zagen, werd de erfstrijd een slepend conflict dat pas werd opgelost met het Traktaat van Partage in 1732. De koning van Pruisen had al bij de Vrede van Utrecht in 1713 afstand gedaan van zijn rechten op het prinsdom Orange. Nu deden ook de Nassaus afstand, waardoor Orange, dat de facto al door de Franse koning Lodewijk XIV was geannexeerd, nu ook de jure geannexeerd kon worden. Zowel de stadhouder als de koning van Pruisen behield zich echter het recht voor op de titel Prins van Oranje.
Lodewijk XIV had de titel, die in zijn ogen vacant was, omdat er geen directe mannelijke erfgenamen waren, in 1706 aan Louis de Mailly verleend. De (niet-soevereine) titel Prins van Oranje wordt tot op de dag van vandaag dan ook gebruikt door de nazaten van Louis de Mailly, hetgeen betekent dat er drie prinsen van Oranje zijn. Een overlijdensadvertentie van 'Jean Arnoult Auguste Marquis de Mailly-Nesle, Prince d'Orange' verscheen op 14 oktober 2001 in het dagblad Le Figaro.

## Drager van de titel in het Koninkrijk der Nederlanden

Wapen van Prins van Oranje (1815-1884)

Bij Proclamatie van 16 maart 1815 werd de titel door koning Willem I der Nederlanden behouden, en reeds onmiddellijk aan zijn oudste zoon gegeven. Tot de grondwetswijziging van 1983 voerde de "oudste zoon des Konings" automatisch die titel. De wet op het koninklijk huis bepaalt sinds 2002 dat de titel Prins(es) van Oranje toekomt aan de vermoedelijke opvolger van de koning. Sinds 30 april 2013 is prinses Amalia derhalve: Prinses van Oranje, Prinses der Nederlanden, Prinses van Oranje-Nassau.
Aan het hof en in alle officiële documenten wordt steeds de titel "Prins(es) van Oranje" gebruikt. Binnen de Hofhouding wordt intern vaak de afkorting PvO gehanteerd. In de 19e eeuw, tot aan het overlijden van de laatste der zonen van koning Willem III was het begrip "Prins van Oranje" in Nederland overal gebruikelijk. Bij de troonsbestijging van koningin Beatrix bleek dat de schrijvende pers de titel niet meer kende en per abuis zelfs over "de prinsen van Oranje" schreef wanneer de zonen van koningin Beatrix werden bedoeld. Het begrip kroonprins is een insluipsel uit Duitsland.
| Van  | Tot  | Naam             | Opmerking                                               |
| ---- | ---- | ---------------- | ------------------------------------------------------- |
| 1815 | 1840 | Willem           | de latere Willem II, zoon van Willem I                  |
| 1840 | 1849 | Willem           | de latere Willem III, zoon van Willem II                |
| 1849 | 1879 | Willem           | zoon van Willem III, stierf als kroonprins              |
| 1879 | 1884 | Alexander        | zoon van Willem III, stierf als kroonprins              |
| 1884 | 1980 | geen             | titel tot 1983 voorbehouden aan een mannelijke telg     |
| 1980 | 2013 | Willem-Alexander | zoon van Beatrix                                        |
| 2013 |      | Catharina-Amalia | dochter van Willem-Alexander, eerste Prinses van Oranje |

Voor de grondwetswijziging van 1983 kwam de titel, als gezegd, alleen toe aan directe erfgenamen in de mannelijke lijn. De laatste drager van de titel Prins van Oranje uit het Huis van Oranje-Nassau was de in 1884 overleden kroonprins Alexander, een zoon van koning Willem III en koningin Sophie. Toen kroonprins Willem-Alexander in 1980 door de troonsbestijging van zijn moeder Prins van Oranje werd, was de titel dus bijna een eeuw niet gebruikt.
In 2013 mocht Amalia zich als eerste vrouwelijke erfgenaam Prinses van Oranje noemen.
De titel "Prins van Oranje" moet niet verward worden met de titel "Prins van Oranje-Nassau". De laatstgenoemde titel is minder exclusief en geldt voor alle leden van het Nederlandse Koninklijk Huis, met uitzondering van Pieter van Vollenhoven en prinses Laurentien en haar kinderen. De titel Prins van Oranje verwijst naar het voormalige vorstendom Oranje in Frankrijk.

## Gebruik van de naam "Oranje"
- Nederlandse sportteams gebruiken de kleur oranje voor de tenues.
- Op de verjaardag van de koning wordt de Nederlandse vlag gevlogen met een oranje lint (wimpel) erboven.[2]
- De oranje band op de Zuid-Afrikaanse vlag tussen 1928 en 1995 is ter ere van het Huis van Oranje-Nassau.
- De Oranjerivier en de Oranje-Vrystaat is naar het Huis van Oranje-Nassau vernoemd.